# Muzyka kameralna

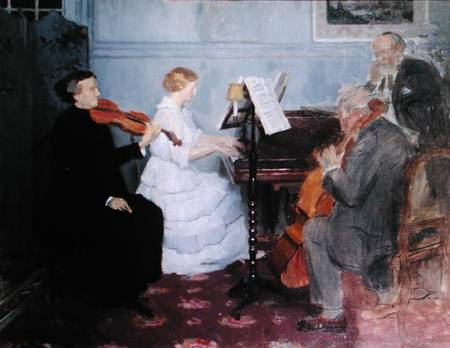
Jules-Alexandre Grün (1868–1938): Koncert muzyki kameralnej (obraz olejny)

Muzyka kameralna – muzyka przeznaczona na niewielkie zespoły, zazwyczaj do 9 wykonawców.
Nazwa pochodzi z wł. da camera „do komnaty, pokoju” i początkowo określano nią muzykę wykonywaną w pomieszczeniach prywatnych. Około 1530 roku na dworze Franciszka I Walezjusza śpiewaków zatrudnionych po to, aby uprzyjemniać królowi czas wolny od zajęć państwowych i udziału w ceremoniach religijnych, nazywano „la Musique de la Chambre”.  W 1555 podobnego słowa użył  teoretyk Nicola Vicentino w traktacie L'antica musica ridotta alla moderna prattica (Muzyka starożytna przystosowana do nowoczesnej praktyki): muzyką kameralną nazwał tę, którą śpiewało się da camera, czyli w komnacie. Podział ten, wynikający z różnych funkcji i miejsc wykonywania muzyki przetrwał do XVIII wieku. 
Mianem muzyki kameralnej określano więc zarówno utwory wokalne, jak i instrumentalne – ważne było to, że wykonywane były na pokojach, a nie w kościele bądź teatrze (operze).

## Historia
W połowie XVIII wieku zanikły dwie podstawowe formy kameralnej muzyki barokowej: najpierw sonata da camera, będąca zazwyczaj cyklem złożonym ze wstępu i dwóch, trzech lub czterech tańców, a następnie sonata da chiesa – następstwo kilku części skontrastowanych pod względem metrum, tempa i faktury, na ogół ze znacznym udziałem ustępów fugowanych. Utwory kameralne komponowano teraz na ogół w formie trzy- lub czteroczęściowego cyklu, w którym pierwsze ogniwo stanowiła forma sonatowa, drugie – część powolna (zazwyczaj w formie ABA), następnie menuet i finał: rondo, wariacje, a wreszcie jeszcze jedna forma sonatowa. Czteroczęściowe bywały przede wszystkim kwartety smyczkowe (podobnie jak symfonie). Trzyczęściowe bywały zazwyczaj utwory na obsadę zróżnicowaną, a więc trio fortepianowe, trio lub kwintet z instrumentem dętym – budowane na podobieństwo koncertu solowego. 
Zdaniem historyków kameralistyki (Mark A. Radice, D. Gwizdalanka) „złotym wiekiem” muzyki kameralnej był klasycyzm, a dokładnie – przełom XVIII i XIX wieku. „Uzasadnienie dla tego wyróżnienia widzą oni zarówno w ówczesnym życiu muzycznym, jak i w powstałym wtedy repertuarze na tria, kwartety i kwintety. Nigdy przedtem ani potem nie skomponowano bowiem równie wielu utworów dla miłośników muzyki, którzy zasiadając do gry w trzy lub cztery osoby, wykonywaliby je dla własnej przyjemności. Wtedy też Joseph Haydn, Wolfgang A. Mozart i Ludwig van Beethoven stworzyli dzieła, które zyskawszy renomę mistrzowskich, uznane zostały za fundament gatunku.”
Muzykę taką wykonywano przede wszystkim prywatnie. Najpierw – w pałacach, gdzie pojawiły się pokoje muzyczne, dekorowane motywami muzycznymi i wyposażane w instrumenty. Później również w salonach mieszczańskich, gdzie z czasem nieodłącznym ich wyposażeniem stał się fortepian. Z początkiem XIX wieku zaczęto organizować publiczne koncerty z udziałem kwartetu smyczkowego, a także dopraszanych innych instrumentalistów, np. pianistów. Najpierw w Wiedniu, z inicjatywy Ignaza Schuppanzigha, potem  w Pradze, Lipsku, Królewcu, Berlinie i Paryżu.  Z czasem koncerty takie organizowały towarzystwa miłośników muzyki kameralnej. Po raz pierwszy – w Londynie. 
Ponieważ utwory grane przez trio, kwartet lub kwintet były stosunkowo ciche, na takich koncertach starano się uczyć publiczność cichego zachowania podczas występu. Bardzo konsekwentnie działał w tym kierunku angielski muzyk John Ella, założyciel Musical Union organizującej koncerty muzyki kameralnej w Londynie od 1845 roku. Wykonawców sadzał na podwyższeniu w środku sali. Przed koncertami wysyłał abonentom drukowane komentarze do utworów, które miały być wykonane. I domagał się ciszy podczas koncertu, przypominając  w programach: il più grand'omaggio alla musica, è nel silenzio, czyli „największym hołdem dla muzyki jest cisza.”
W XIX wieku mianem muzyki kameralnej obejmowano utwory wykonywane w salonach – w odróżnieniu od tych, które były przeznaczone do sali koncertowej. W XX wieku pojęcia tego używano zazwyczaj wobec gatunków instrumentalnych, takich jak trio, kwartet, kwintet, sekstet, septet, oktet, nonet.

## Technika
Nieliczna grupa muzyków zwykle nie potrzebuje dyrygenta. Doskonałość interpretacji zależy tylko od harmonijnej współpracy instrumentalistów. Każdy instrument ma do odegrania własną, odrębną partię, a o efekcie końcowym bardziej decyduje doskonałość współbrzmienia niż wirtuozeria poszczególnych partii solowych. 
Powszechna umiejętność gry na instrumentach w zamożnych warstwach w Europie sprawiała, że w XVIII i XIX w. wiele rodzin spędzało wolny czas na wspólnym muzykowaniu. Z myślą o takim właśnie domowym muzykowaniu powstało wiele utworów kameralnych.